# Regalianus
P. C (assius?) Regalianus  (n. ? - d. 268) a fost un general de origine dacă și uzurpator roman împotriva lui Gallienus.

## Istoria
Principala sursă de informații este nesigura Istoria Augustă. Alte surse sunt Eutropius (care-l numește „Trebellianus”), Aurelius Victor și epitomele (manual rezumativ de istorie) care-l numesc „Regillianus”. Despre originea sa, Triginta Tyranni spune că a fost un dac, o rudă a lui Decebal. El a avut, probabil, rang senatorial.
După înfrângerea și capturarea împăratului Valerian în partea de est (260), populațiile de la frontieră s-au simțit nesigure, și și-au ales proprii împărați pentru a avea garanția că au lideri împotriva amenințării străinilor. Populația și armata din provincia Pannonia  l-au ales ca împărat pe Ingenuus, dar împăratul legal, Gallienus, l-a învins pe uzurpator.
Gallienus s-a mutat în Italia, totuși, pentru a se ocupa de o invazie a alemanilor. Populația locală, care se confrunta cu amenințarea sarmaților, l-a ales împărat pe Regalianus, care a ridicat-o pe soția sa Sulpicia Dryantilla la rangul de Augusta pentru a-și întări poziția sa. Regalianus a luptat cu curaj împotriva sarmaților. După victoria sa, el a fost ucis de o coaliție formată din propriul său popor și roxolani.
Câteva anecdote care fac referire la Regalianus au supraviețuit, în schița biografică succintă care apare în Triginta Tyranni în Historia Augusta: este indicat, de exemplu, că el a fost ridicat la tron din cauza numelui său (Regalianus, „regal” sau „împărătesc”); atunci când soldații lui au auzit această glumă l-au salutat pe Regalianus ca împărat al lor.